# Mary Birdsall
Mary Birdsall ou Mary Thistlethwaite, née en 1828 et morte en 1894, est une militante américaine pour les droits des femmes de l'État de l'Indiana. Elle a notamment détenu The Lily, un journal à l'audience féminine.

## Biographie
Mary Thistlethwaite est née en 1828 à Cincinnati où son père exerçait le métier de boucher. Né à Leeds et marié à Elizabeth Wetherall, il avait déjà eu un fils, né à Wilmington, où il avait été agriculteur durant quelques années. Il avait ensuite déménagé à Richmond, dans l'Indiana, où il a amassé de nombreuses terres agricoles autour de la nouvelle ville de Richmond.
Alors qu'elle a 19 ans, Mary Birdsall épouse Thomas Birdsall avec qui elle travaille de concert pour diffuser leurs opinions – à l'époque radicales – sur les droits des femmes, leur émancipation et la tempérance.

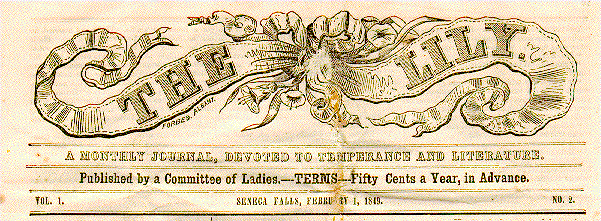
Le no 2 de The Lily.

En 1852, la première Convention des droits des femmes d'Indiana a lieu à Richmond. Mary Birdsall est alors élue secrétaire, non seulement cette année mais aussi l'année suivante, lorsque la convention s'y déroule à nouveau. Le premier journal américain créé par et pour les femmes est The Lily ; son tirage est en pleine progression. Le journal a été créé par Amelia Bloomer, qui souhaite encourager le port du Bloomer, une culotte bouffante destinée à pallier le manque de praticité des longues robes de l'époque. Mary Birdsall devient une contributrice majeure du journal et l'achète en 1854 à Amelia Bloomer (qui reste une collaboratrice),. Le journal est alors un moyen pour Mary Birdsall de faire la promotion de ses idées sur les droits des femmes et la tempérance. Le journal cesse de paraître deux ans plus tard,.
Mary Birdsall et son mari poursuivent leur combat politique. La militante est considérée comme la première femme à avoir parlé à l'Assemblée législative de l'Indiana : leur discours est intitulé Women's Rights Petition mais seul celui de Thomas Birdsall paraît dans le journal d'État, qui prétend le manque de place pour inclure celui de sa femme.
Mary Birdsall meurt à Philadelphie en 1894. La maison qu'elle et son mari ont construite et habitée appartient désormais au Earlham College et est inscrite au National Register of Historic places. En 2007, une plaque a été placée dans le jardin pour commémorer la vie de son ancienne propriétaire.